# Cristalização fracionada (química)
Em química, cristalização fracionada é um método de refino de substâncias baseado em diferenças de solubilidade. Se duas ou mais substâncias são dissolvidas em um solvente, elas irão cristalizar na solução precipitando-se a diferentes taxas. Cristalização pode ser induzida por mudanças em concentração, temperatura ou outros meios.
Esta técnica é frequentemente usada em engenharia química para obter substâncias sólidas muito puras, ou para recuperar produtos comercializáveis ou utilizáveis em outros processos de soluções residuais de outros processos.
A cristalização fracionada pode ser usada em purificação ou análise química.
Ex: (Água+sal). Se ambos colocados em uma determinada temperatura, a água irá evaporar, fazendo com que que o sal fique puro.